# Antonio Indjai
Antonio Indjai és un militar de Guinea Bissau, que fou cap d'estat major de les Forces Armades de Guinea Bissau de 2010 a 2014, i in dels líders tant de la revolta militar de l'1 d'abril de 2010 com del cop d'estat de 2012.
Després de veure com les tropes colonials decapitaven el seu pare es va unir a les Forces Armades Revolucionàries del Poble (FARP) i lluità en la guerra d'independència de Guinea Bissau. Va tenir un paper emergent durant la guerra civil de Guinea Bissau (juny de 1998 - maig de 1999), en la que fou nomenat comandant adjunt de la zona militar del nord, aleshores dirigides per Batista Tagme Na Waie. Quan Batista Tagme Na Waie va substituir l'assassinat Veríssimo Correia Seabra com a cap d'estat major en 2004 Indjai fou nomenat comandant de la zona nord. En 2006 Indjai fou ascendit a coronel com a resultat de la guerra contra el grup separatista senegalès de Casamance que havia establert la seva base d'operacions a Guinea Bissau. En novembre de 2008 Indjai fou ascendit a general de brigada i cap adjunt de l'exèrcit.
Juntament amb Bubo Na Tchuto fou un dels protagonistes de la revolta militar de l'1 d'abril de 2010 contra el govern de Carlos Gomes Júnior, després de la qual va aconseguir la destitució del cap d'estat major de les Forces Armades de Guinea Bissau, José Zamora Induta, i el seu nomenament com a cap. Aprofità el seu càrrec per a organitzar un cop d'estat durant la celebració de les eleccions presidencials de 2012. La seva posició, però, va quedar molt afeblida després que Bubo Na Tchuto fos capturat per la DEA en 2013 i dut a Manhattan per a ser jutjat com a narcotraficant. Ell mateix és buscat pel tribunal de Nova York i posat sota una ordre de captura internacional per haver acceptat participar en una transacció virtual per moure cocaïna als Estats Units i haver venut armes als rebels colombians. El 15 de setembre de 2014 fou destituït com a cap d'estat major pel president de Guinea Bissau José Mário Vaz sense donar cap explicació oficial.
L'agost del 2021, Antonio Indjai és buscat pels Estats Units per la seva presumpta participació en el tràfic de drogues. Washington ofereix 5 milions de dòlars a qui el detingui.
Indjai està casat i té quatre fills.